# Pasar Kuta Bahagia
Pasar Kuta Bahagia is een bestuurslaag in het regentschap Aceh Barat Daya van de provincie Atjeh, Indonesië. Pasar Kuta Bahagia telt 1295 inwoners (volkstelling 2010).